# Pieter Arie Nijgh
Pieter Arie Nijgh (Wormerveer, 20 maart 1876 – Enschede, 24 januari 1959) was een Nederlands (amateur)schilder, aquarellist, tekenaar, wandschilder, decorschilder, etser, lithograaf, vervaardiger van houtsneden.

## Leven en werk
Pieter Arie Nijgh kreeg zijn opleiding aan de Tekenschool voor Kunstambachten te Amsterdam en daarna aan de Staatliche Hochschule für Bildende Künste in Berlijn. Op advies van zijn ouders volgde hij geen officiële kunstopleiding. In zijn jonge jaren maakte hij muurschilderingen en was toen ook werkzaam als decorontwerper. Later beperkte hij zich voornamelijk tot de schilderkunst, met een voorkeur voor het Nederlandse landschap. 
Hij woonde en werkte achtereenvolgens in Amsterdam, Duitsland, Zwitserland en Italië. In Duitsland werkte hij als graficus. Op zijn wandelreizen naar Zwitserland en de Italiaanse kunstcentra verdiende hij de kost met het schilderen van hoteldecoraties en toneelcoulissen. 
In 1901 kwam hij naar Enschede waar hij als kunstenaar gerespecteerd werd. Aan de Emmastraat in Enschede had hij een schildersbedrijf en lijstenmakerij. Daar was hij de overbuurman van Jan Cremer. Jan maakte bij Pa Nijgh kennis met tekenen, schilderen en olieverf. Cremer heeft dat beschreven in een autobiografisch verhaal “Wolf” in zijn roman “De Hunnen”.
In Enschede noemde men Pieter Arie Nijgh naar zijn initialen (P. A.) gewoon Pa Nijgh. Nijgh was dol op het Twentse landschap en maakte talloze aquarellen van boerderijen, bossen en beken rond Enschede. Daarmee werd hij een geliefd schilder van het Twentse landschap, populair bij een groot publiek.

## Twentsche Kunstkring
Vanaf 1918 kwam de kunstschilder/tekenonderwijzer Bert Henri Bolink met een aantal van zijn leerlingen en liefhebbers bij elkaar in een lokaal van de HBS te Enschede om te tekenen naar model. Deze groep werd bekend onder de naam Tekenclub of Kunstclub. De Tekenclub had geen enkele status in Twente maar stond wel aan de wieg van de Twentsche Kunstkring (1934). Pieter Arie Nijgh was vanaf het begin lid van deTwentsche Kunstkring. Bekende leden van de Twentsche Kunstkring waren Bert Henri Bolink, Kees Broerse, Gerard C. Krol, Jan Broeze, Evert Rabbers en Ina Scholten-van Heek. De Twentsche Kunstkring werd opgericht in 1934 toen de plaatselijke schilders mochten exposeren in het gloednieuwe Rijksmuseum Twenthe. Vanaf 1934 droegen de leden van de Twentsche Kunstkring bij aan de ontwikkeling van het kunstklimaat in Enschede. In 1954 vierde de Kunstkring het 20-jarig bestaan met een reeks tentoonstellingen. Ze bleef daarna nog een aantal jaren actief, maar verdween in de loop van de jaren '60 uit beeld. 

## Tentoonstellingen
Pieter Arie Nijgh nam slechts incidenteel deel aan groepstentoonstellingen van de Twentsche Kunstkring. Pas op zijn 80e (drie jaar voor zijn overlijden) was er voor het eerst een expositie van zijn werk in Haaksbergen. 